# 八木下恵介
八木下 恵介（やぎした けいすけ、1984年5月9日 - ）は、日本のラグビー選手。

## プロフィール
- 東京都文京区出身。
- ポジションはロック(LO)、フランカー(FL)。
- 身長 185cm、体重 105kg
- ニックネームはけいすけ、ロッキー。

## 来歴
ラグビーは高校から始めた。
2003年、大東第一高校卒業後、日本体育大学に入る。
2007年、日本体育大学卒業後、ヤマハ発動機ジュビロに加入。同年11月10日に行われたジャパンラグビートップリーグ第3節のクボタスピアーズ戦に途中出場で公式戦初出場を果たす。
2018年、ヤマハ発動機ジュビロを退団した。